# Batalla del canal de Córcega
En 1636 recién nombrado Álvaro  de Bazán y Benavides general de la escuadra de Sicilia tuvo que zarpar al frente de sus seis galeras, uniéndose a las de Génova al mando de Juanetin Doria con otras seis y la de Nápoles con nueve, al mando de su General don Melchor de Borja quién por ser preferente tenía el mando de toda la escuadra.
Salieron y se desplegaron en la mar a la vista para cubrir más espacio, al llegar al canal de Córcega descubrieron al enemigo con diez grandes galeones entrando en él, las galeras se unieron a fuerza de remo y enviaron aviso para ser reconocidos los buques bátavos, estos se rieron de la pretensión española, pues sólo eran veintiuna galeras contra diez galeones.
El destino es siempre desconocido, por ello Borja ordenó mantenerse alejados del poder artillero del enemigo, transcurridas unas horas el viento calmó y esa fue la llamada al combate, pues comenzaron a batirlos por las popas haciéndoles mucho daño, al sobrevenir la noche como era costumbre cesó el fuego.
Al amanecer del día siguiente las condiciones de viento se mantenían, por ello las galeras volvieron a machacar las popas de los galeones, provocando al final por tener mucha gente muerta o herida en ellos, poder ser abordados nueve enemigos, siendo capturados y el último algo más mal tratado o en peores condiciones le pegaron fuego. Fueron remolcados a Génova, donde se descargó el trigo transportado, contándose los cañones enemigos y en total llevaban ciento cincuenta piezas. Sufrieron graves pérdidas en hombres y los españoles con tan sólo cien muertos, más otros tantos heridos, a pesar de la duración del combate de casi dos días completos.